# Papaver grande
Papaver grande ((Prain) Christenh. & ByngI, 2018), comunemente noto come papavero blu, è una pianta appartenente alla famiglia delle Papaveraceae, originaria di India, Nepal e Bhutan.

## Descrizione
Ha fiori di colore blu simili al papavero che sbocciano su gambi robusti all'inizio dell'estate. La pianta produce alla base foglie erette, oblunghe, leggermente seghettate e pelose. L'altezza della pianta è di circa  1 metro mentre la sua larghezza è di circa 30-45 centimetri.

## Distribuzione e habitat
Vive nelle aree montane umide e ombreggiate, nei prati alpini, nei boschi e sui versanti rocciosi dell'Himalaya orientale .
È il fiore nazionale del Bhutan.